# 小池治
小池 治（こいけ おさむ、1956年 - ）は、日本の行政学者（行政学）。横浜国立大学名誉教授、神奈川県人事委員会委員長。横浜市出身。

## 略歴
1956年生まれ。
1978年、明治大学政治経済学部経済学科卒業。
1989年、同大学院政治経済学研究科博士課程修了、政治学博士（明治大学）。
財団法人行政管理研究センター研究員、茨城大学人文学部助教授を経て、1998年横浜国立大学院国際経済法学研究科助教授に転任。後に横浜国立大学大学院国際社会科学研究科教授。
2021年3月、横浜国立大学を定年退職。

## 主論文
- “Decentralizing Welfare Programs: Intergovernmental Conflict over Nursing Care Insurance in the 1990s,” in Ann Nevile, ed. Policy Choices in a Globalized World. Nova Science Publishers, 2002, pp.133-145.
- “National Development and Local Autonomy in Japan,” EROPA Local Autonomy Center ed., National Development and Local Governance, EROPA 2001,.
- “Five Phases of Japanese Intergovernmental Relations: Policy Shifts and Governance Reform,” co-authored with Deil S. Wright, International Review of Administrative Sciences 64(1998): 203-218.